# Single Collection + Hotchpotch
Single Collection + Hotchpotch  é a primeira coletânea de Maaya Sakamoto. Foi lançada em 16 de dezembro de 1999 pela Victor Entertainment e possui 15 faixas. Foi relançado em 2010 pela FlyingDog (subsidiária da Victor Entertainment criada posteriormente), além de um lançamento nos Estados Unidos em 2005 pela Geneon Entertainment.

## Produção
As músicas escolhidas para esta coletânea são de trabalhos feitos para animes, ou músicas compostas para singles de músicas compostas para animações japonesas. Todas compostas e produzidas por Yoko Kanno, expandindo a parceria com Sakamoto pelo terceiro álbum consecutivo. Uma nova música foi feita para o CD, "Koibito ni Tsuite".

## Recepção
O álbum ficou nove semanas no Oricon Albums Chart, chegando à 14ª posição.
O CD Journal elogiou o álbum, destacando a música suave e ressaltando que Sakamoto é uma artista completa.
Toshihiro Baba, da Tower Records, disse que "as canções são bem equilibradas, com um pop elegante misturado aos vocais levemente densos de Maaya com ritmo confortável. As últimas três músicas desviam desse estilo e exibem uma expressão diferente das habilidades da cantora."

## Legado
A música "Koibito ni Tsuite" foi regravada em inglês e renomeada "Dreams in a Pie" para a trilha sonora do jogo Napple Tale, também uma colaboração com Kanno.
Por "Platinum", Sakamoto venceu o Heisei Anisong Grand Prix (1989-1999) na categoria Melhor Canção de Ator/Atriz.

## Faixas
| N.º            | Título                                                                   | Letras         | Música         | Arranjo        | Duração |  |
| 1.             | "Yakusoku wa Iranai" (de Tenkū no Escaflowne)                            | Yuho Iwasato   | Yoko Kanno     | Y. Kanno       | 3:36    |  |
| 2.             | "Tomodachi" (de Tenkū no Escaflowne)                                     | Y. Iwasato     | Y. Kanno       | Y. Kanno       | 3:41    |  |
| 3.             | "Bokura no Rekishi" (de CLAMP Gakuen Tanteidan)                          | Y. Iwasato     | Y. Kanno       | Y. Kanno       | 4:22    |  |
| 4.             | "Gift" (de CLAMP Gakuen Tanteidan)                                       | Y. Iwasato     | Y. Kanno       | Y. Kanno       | 5:49    |  |
| 5.             | "Kimi ni Aini Ikou"                                                      | Y. Iwasato     | Y. Kanno       | Y. Kanno       | 5:15    |  |
| 6.             | "Hikari no Naka e" (de Tenkū no Escaflowne)                              | Y. Iwasato     | Y. Kanno       | Y. Kanno       | 4:41    |  |
| 7.             | "Light of Love" (de Brain Powerd)                                        | Y. Iwasato     | Y. Kanno       | Y. Kanno       | 7:54    |  |
| 8.             | "Kiseki no Umi" (de Record of Lodoss War: Crônicas do Cavaleiro Heroico) | Y. Iwasato     | Y. Kanno       | Y. Kanno       | 4:10    |  |
| 9.             | "Active Heart"                                                           | Y. Iwasato     | Y. Kanno       | Y. Kanno       | 4:16    |  |
| 10.            | "Pilot"                                                                  | M. Sakamoto    | Y. Kanno       | Y. Kanno       | 3:56    |  |
| 11.            | "Platinum" (de Sakura Card Captors)                                      | Y. Iwasato     | Y. Kanno       | Y. Kanno       | 4:11    |  |
| 12.            | "24"                                                                     | Kazumi Someya  | Y. Kanno       | Y. Kanno       | 4:49    |  |
| 13.            | "Koibito ni Tsuite"                                                      | Yoji Kubota    | Y. Kanno       | Y. Kanno       | 4:22    |  |
| 14.            | "Pocket o Kara ni Shite" (de Tenkū no Escaflowne)                        | Y. Iwasato     | Y. Kanno       | Y. Kanno       | 4:08    |  |
| 15.            | "Call Your Name" (de Escaflowne - O Filme)                               | M. Sakamoto    | Y. Kanno       | Y. Kanno       | 4:17    |  |
| Duração total: | Duração total:                                                           | Duração total: | Duração total: | Duração total: | 69:27   |  |